# Günter Blobel
Günter Blobel (Waltersdorf, 21. svibnja 1936.) je njemačko-američki biolog.
Godine 1999. dobio je Nobelovu nagradu za fiziologiju ili medicinu za otkriće da proteini sadrže unutarnje signale koje određuju njihov prijenos i mjesto unutar stanice.
Blobel je već tijekom 1970ih godina otkrio da novo sintetizirani proteini imaju unutarnje signale što je odlučujuće za njihovo raspoređivanje do i po membrani endoplazmatske mrežice. Tijekom sljedećih 20ak godine Blobel je u detalje opisao molekularni mehanizam koji je podloga tih procesa. Pokazao je također da slični "adresni dodaci" (engl. "address tags") ili "poštanski brojevi" (engl. "zip codes") usmjeravaju proteine u druge unutarstanične organele. 

## Vanjske poveznice
- Nobelova nagrada - autobiografija (engl.)